# Station Hensall
Hensall is een spoorwegstation van National Rail in Hensall, Selby in Engeland. Het station is eigendom van Network Rail en wordt beheerd door Northern Rail. 